# Dean Dixon
Charles Dean Dixon (Nueva York, 10 de enero de 1915 - Zug, 3 de noviembre de 1976) fue un director de orquesta estadounidense.

## Biografía
Dixon nació en Nueva York, donde posteriormente estudió dirección con Albert Stoessel en la Academia Juilliard y en la Universidad Columbia. En sus primeras contrataciones fue rechazado debido a prejuicios raciales (era afroamericano), por lo que formó su propia sociedad orquestal y coral en 1931. En 1941, dirigió como director invitado la Orquesta Sinfónica de la NBC, y la Orquesta Filarmónica de Nueva York durante el período estival. Más tarde dirigió la Orquesta de Filadelfia y la Orquesta Sinfónica de Boston. En 1949, dejó los Estados Unidos por la Orquesta Filarmónica de Israel, que dirigió durante las temporadas de 1950 y 1951. Fue director principal de la Orquesta Sinfónica de Gotemburgo (Suecia) desde 1953 hasta 1960, la Orquesta Sinfónica de Sídney (Australia) desde 1964 hasta 1967, y la hr-Sinfonieorchester (Fráncfort del Meno) desde 1961 hasta 1974. 
Durante su período en Europa, Dixon estuvo al frente como director invitado de la WDR Sinfonieorchester de Colonia y de la Symphonieorchester des Bayerischen Rundfunks en Múnich. 
También hizo varias grabaciones con la Orquesta Sinfónica de Praga para Barenreiter, incluyendo obras de Beethoven, Brahms, Haydn, Mendelssohn, y Weber. 
En la década de 1950, sus grabaciones incluyeron las sinfonías de Schubert (en Londres) y Schumann (en Viena). 
Dixon regresó a Estados Unidos para dirigir la Filarmónica de Nueva York, la Orquesta Sinfónica de Chicago, la Orquesta de Filadelfia, y la Orquesta Sinfónica de San Francisco en la década de 1970. 
También fue director de la Orquesta Filarmónica de Brooklyn, con la que consiguió fama por sus conciertos para niños. 
Además dirigió la mayor parte de las grandes orquestas sinfónicas de África, Israel y América del Sur. 
Dean Dixon presenta las obras de muchos compositores de América, como William Grant Still, al público europeo. 
Además fue galardonado por la Sociedad Americana de Compositores, Autores y Editores (ASCAP) con el Premio al Mérito por el fomento de la participación de la juventud americana en la música. 
Dixon murió en Zúrich (Suiza).